# تورگوم مانوکیان
پاتریارک تورگوم مانوکیان (ارمنی: Թորգոմ արքեպիսկոպոս Մանուկյան; انگلیسی: Torkom Manoogian; زاده ۱۶ فوریهٔ ۱۹۱۹ – درگذشته ۱۲ اکتبر ۲۰۱۲) یک روحانی ارمنی که بین سال‌های ۱۹۹۰ تا ۲۰۱۲ میلادی پاتریارک ارمنی‌های حوزه اورشلیم بود. وی برندهٔ جوایزی همچون نشان مسروپ ماشتوتس شده‌است.

## زندگی‌نامه
مانوکیان در ۱۶ فوریه ۱۹۱۹ در اردوگاه پناهندگان در نزدیکی شهرک صحرایی بعقوبه در شمال بغداد به دنیا آمد. پس از تکمیل تعلیمات ابتدایی در مدرسه ارمنی مترجمان مقدس در بغداد، وی در حوزه علمیه ارمنیان پاتریارک اورشلیم ثبت نام نمود.
مانوکیان در تاریخ ۲۲ مارس ۱۹۹۰ به عنوان ۹۶مین پاتریارک ارمنی‌های حوزه اورشلیم انتخاب شد.

## درگذشت
پاتریارک تورگوم مانوکیان در تاریخ ۱۲ اکتبر ۲۰۱۲ به واسطه عفونت خونی درگذشت. هنگام فوت وی ۹۳ سال سن داشت. مراسم خاکسپاری وی به صورت رسمی در تاریخ ۲۲ اکتبر ۲۰۱۲ در اورشلیم برگزار شد.

## جوایز
- نشان مسروپ ماشتوتس